# Pedro Cubilla
Pedro Ramón Cubilla Almeida, né le 25 août 1933 à Paysandú en Uruguay et mort le 16 mars 2007 à Montevideo, est un joueur de football international uruguayen, qui évoluait au poste de milieu de terrain, avant de devenir ensuite entraîneur.

## Biographie

### Carrière de joueur

#### Carrière en club
Avec le club de Peñarol, il remporte un championnat d'Uruguay et une Copa Libertadores. Il est finaliste de la Coupe intercontinentale en 1960, en étant battu par le Real Madrid.
Avec l'équipe de River Plate, il atteint une nouvelle fois la finale de la Copa Libertadores, en étant cette fois-ci battu par son ancien club, Peñarol.

#### Carrière en sélection
Avec l'équipe d'Uruguay, il joue 7 matchs (pour aucun but inscrit) entre 1961 et 1962. 
Il figure dans le groupe des sélectionnés lors de la Coupe du monde de 1962. Lors du mondial organisé au Chili, il ne joue aucun match.

### Carrière d'entraîneur
Il dirige plusieurs clubs uruguayens : Fénix, Huracán FC, Danubio, Ramplas Juniors, Central Español et l'Huracán Buceo.
Il entraîne également plusieurs équipes à l'étranger : Santiago Morning (Chili), Club Olimpia (Paraguay), SD Quito (Équateur), et enfin le CS Cartaginés (Costa Rica).
Il dirige l'équipe d'Uruguay pendant 4 matchs lors de l'année 1991.

## Palmarès
| Peñarol \| - Championnat d'Uruguay (1) : - Champion : 1960. - Copa Libertadores (1) : - Vainqueur : 1960. \| \| - Coupe intercontinentale : - Finaliste : 1960. \| |  | River Plate - Copa Libertadores : - Finaliste : 1966. |
| - Championnat d'Uruguay (1) : - Champion : 1960. - Copa Libertadores (1) : - Vainqueur : 1960.                                                                     |  | - Coupe intercontinentale : - Finaliste : 1960.       |